# Campo Grande (Alagoas)
Campo Grande is een gemeente in de Braziliaanse deelstaat Alagoas. De gemeente telt 9.909 inwoners (schatting 2009).
De gemeente grenst aan Feira Grande, Girau do Ponciano, Lagoa da Canoa, Olho d'Água Grande, Porto Real do Colégio en Traipu.